# نو غيم نو لايف
نو غيم نو لايف (باليابانية: ノーゲーム・ノーライフ، بالروماجي: Nō Gēmu Nō Raifu) (بالإنجليزية: No Game No Life) هي سلسلة رواية خفيفة من تأليف يو كاميا، نشرت من قبل ميديا فاكتوري، في 25 أبريل عام 2012 حتى 25 يناير عام 2018، وتكونت من 10 مجلدات. اقتبست الرواية إلى سلسلة مانغا، نشرت من قبل ميديا فاكتوري، في مجلة كومك ألايف الشهرية، منذ 27 يناير عام 2013، أنتجت إلى مسلسل أنمي تلفزيوني من قبل استوديو مادهاوس، عرض الأنمي في 9 أبريل عام 2014 واستمر عرضه حتى 25 يونيو عام 2014، وتكون من 12 حلقة.

## القصة
تدور أحداث القصة عن الشقيقان سورا وشيرو اللذان يتم استدعائهما إلى عالم آخر من قبل فتى، ويخبرها أن هناك حرب ستدور في هذا العالم ويطلب منها المشاركة فيها.

## الشخصيات
سورا (باليابانية: 空، بالروماجي: Sora)
مؤدي الصوت: يوشيتسوغو ماتسوؤكا
شيرو (باليابانية: 白، بالروماجي: Shiro)
مؤدية الصوت: آي كايانو
ستيفاني دولا (باليابانية: ステファニー・ドーラ، بالروماجي: Sutefanī Dōra)
مؤدية الصوت: يوكو هيكاسا
جيبريل (باليابانية: ジブリール، بالروماجي: Jiburīru)
مؤدية الصوت: يوكاري تامورا
ووربيست (باليابانية: warbeasts، بالروماجي: 獣人種)
مؤدية الصوت: ناومي شيندو
إيزونا هاتسوسي (باليابانية: 初瀬 いづな، بالروماجي: Hatsuse Izuna)
مؤدية الصوت: ميوكي ساواشيرو
إينو هاتسوسي (باليابانية: 初瀬 いの، بالروماجي: Hatsuse Ino)
مؤدي الصوت: موغيهيتو
كورامي زيل (باليابانية: クラミー・ツェル، بالروماجي: Kuramī Tseru)
مؤدية الصوت: يوكا إيغوتشي
فيل نيلفالين (باليابانية: フィール・ニルヴァレン، بالروماجي: Fīru Niruvaren)
مؤدية الصوت: ماميكو نوتو
تيت  (باليابانية: テト، بالروماجي: Teto)
مؤدية الصوت: ريي كوغيميا

## وصلات خارجية
- موقع الأنمي الرسمي (باليابانية)
- نو غيم نو لايف على موقع ANN manga (الإنجليزية)